# 台湾総督府総督官房
台湾総督府総督官房（たいわんそうとくふそうとくかんぼう）は、台湾総督府に置かれた内部部局。台湾総督の官房である。
また、台湾総督府で総務部と呼ばれた部局についても触れる。

## 概要
1895年（明治28年）5月、台湾総督府が設置され、総督官房をおいた。同年8月、副官部に改編された。1896年（明治29年）4月、再び総督官房を設置するが、副官部の各課は民政局に設置された総務部に引き継がれた。1897年（明治30年）11月に総務部を廃止し、総督官房に秘書課、文書課を置いた。その後、所属課等の変動が行われたが、1945年（昭和20年）10月に台湾総督府が廃止されるまで存続した。

## 沿革
- 1895年（明治28年）
  - 5月 - 台湾総督府に総督官房、民政局、陸軍局、海軍局を設置し、総督官房に衛生事務総長、秘書課、記録課、用度課を置く[1]。
  - 8月 - 総督官房に替わり副官部が設置され[2]、第一課（文書関係）、第二課（人事関係）、第三課（用度関係）を置く[3]。
- 1896年（明治29年）4月 - 副官部に替わり再び総督官房が設置された[4]。副官及び秘書官を置き、機密事務・文書取扱を担当したが、副官部の各課は民政局に設置された総務部に引き継がれ、秘書課、文書課、外事課、衛生課を置いた。
- 1897年（明治30年）11月 - 総務部が廃止され[5]、総督官房に秘書課、文書課を置く。
- 1898年（明治31年）6月 - 民政局を改編した民政部[6]に文書課を移管し、総督官房に秘書官、参事官室を置く。
- 1901年（明治34年）11月 - 総督官房に秘書課、文書課、参事官室を置く。
- 1905年（明治38年） - 総督官房に秘書課、文書課、参事官を置く。
- 1909年（明治42年） - 総督官房に秘書課、文書課、統計課を置く。
  - 10月 - 総督官房に秘書課、文書課、統計課、外事課を置く。
- 1914年（大正3年）6月 - 総督官房に臨時戸口調査部を設置し[7]庶務課、調査課を置く。
- 1918年（大正7年）3月31日 - 臨時戸口調査部を廃止。
  - 6月6日 - 統計課を廃止し調査課を置く。また、新たに臨時国勢調査部を設置し、庶務課、調査課を置く。
- 1919年（大正8年） - 秘書課、秘書官室、文書課、参事官室、調査課、外事課、臨時国勢調査部を置く。
- 1921年（大正10年） - 秘書課、文書課、参事官室、外事課、調査課、臨時国勢調査部を置く。
- 1924年（大正13年） - 秘書課、秘書官室、文書課、参事官室、監察官室、調査課、外事課を置く。
  - 12月 - 官制改正により[8]、総督官房に秘書課、文書課、審議室、法務課（法務部廃止により設置）、会計課（財務局より移管）、調査課、臨時国勢調査部を置く。
- 1929年（昭和4年） - 営繕課を設置。
- 1936年（昭和11年） - この年の設置課等は、秘書課、文書課、審議室、外事課、法務課、会計課、調査課、営繕課、臨時国勢調査部。
- 1937年（昭和12年） - この年の設置課等は、秘書官室、人事課、文書課、審議室、外事課、法務課、会計課、調査課、営繕課、臨時国勢調査部。
- 1938年（昭和13年） - 臨時情報部を設置。
- 1939年（昭和14年）7月 - 秘書官室、人事課、文書課、審議室、外務部、企画部、法務課、会計課、営繕課、臨時情報部を設置。
- 1940年（昭和15年）3月 - 秘書官室、人事課、文書課、審議室、会計課、企画部、営繕課、臨時情報部を設置。
- 1941年（昭和16年）1月 - 秘書官室、人事課、文書課、審議室、情報課、会計課、営繕課、総務室を設置。
- 1943年（昭和18年）
  - 7月 - 設置課等は、秘書官室、人事課、文書課、情報課、東京出張所、総務室。
  - 12月 - 設置課等は、秘書官室、人事課、審議室、文書課、地方監察課、情報課。

## 機構
1945年現在。
- 総督官房
  - 秘書官室、人事課、審議室、文書課、地方監察課、情報課

## 歴代総務部長
| 氏名                     | 在任期間                      | 備考                     |
| 台湾総督府民政局総務部長 | 台湾総督府民政局総務部長      | 台湾総督府民政局総務部長 |
| ------------------------ | ----------------------------- | ------------------------ |
| 水野遵                   | 在任期間不明（1896.11.1在任） | 兼任                     |